# Księstwo Salzburga
Księstwo Salzburga (niem. Herzogtum Salzburg) – kraj koronny Cesarstwa Austriackiego istniejący w latach 1849-1918.

## Historia
11 lutego 1803 roku cesarz rzymski Franciszek II Habsburg dokonał sekularyzacji dotychczasowego księstwa arcybiskupiego Salzburga. Powstało świeckie Wielkie Księstwo Salzburga jako rekompensata za utraconą Toskanię dla Ferdynanda Habsburga. 26 grudnia 1805 Wielkie Księstwo zostało anektowane przez Austrię. Cesarz austriacki włączył do swej długiej tytulatury godność księcia Salzburga. Nie powstała jednak specjalna jednostka administracyjna. Ziemie podporządkowano zarządowi Arcyksięstwo Austriackie z siedzibą w Linzu. W 1849 roku wyodrębniono z ziem dawnego Wielkiego Księstwa Salzburga oddzielny kraj koronny, który przetrwał do końca istnienia monarchii w 1918 roku, a obecnie stanowi kraj związkowy Salzburg.